# Vladimir Kranjčević
Vladimir Kranjčević (* 22. November 1936 in Zagreb, Königreich Jugoslawien; † 9. Februar 2020 in Zagreb, Kroatien) war ein jugoslawischer bzw. kroatischer Dirigent und Professor an der Musikakademie Zagreb.

## Leben
Kranjčević studierte an der Musikakademie Zagreb Klavier bei Ladislav Šaban. Nachdem eine Verletzung der Hand ihn beim Klavierspielen einschränkte, studierte er Dirigieren bei Slavko Zlatić und Igor Markevitch. Er erwarb 1980 einen Magistergrad im Dirigieren bei Vojislav Ilić an der Musikfakultät der Universität der Künste Belgrad.
In den 1980er Jahren dirigierte er unter anderem den Gemischten Chor und das Rundfunksymphonieorchester von Radiotelevizija Zagreb sowie für die Musikproduktion von Radiotelevizija Beograd. Später dirigierte er die Kammeroper des Kroatischen Nationaltheaters in Zagreb.
Ab 1995 war er außerordentlicher, ab 2000 ordentlicher Professor an der Musikakademie Zagreb, die seit 1979 Teil der Universität Zagreb ist.